# Муральоне
Муральоне (итал.  Muraglione, другое название Сан-Годенцо, итал.  San Godenzo) — горный перевал в Тоскано-Романьских Апеннинах, соединяющий итальянские области Тоскана и Эмилия-Романья.
Высота перевала над уровнем моря — 907 м. Находится между долиной Монтоне в области Эмилия-Романья и тосканской долиной Фоссо-ди-Сан-Годенцо. Через перевал проходит дорога, открытая во второй половине XVIII века. Дорога соединяет Форли с Понтассьеве (92 км), а затем с Флоренцией (110 км).